# NGC 563
NGC 563 je galaksija u zviježđu Kit.

## Vanjske poveznice
- SEDS: NGC 0563